# Kentucky Bend

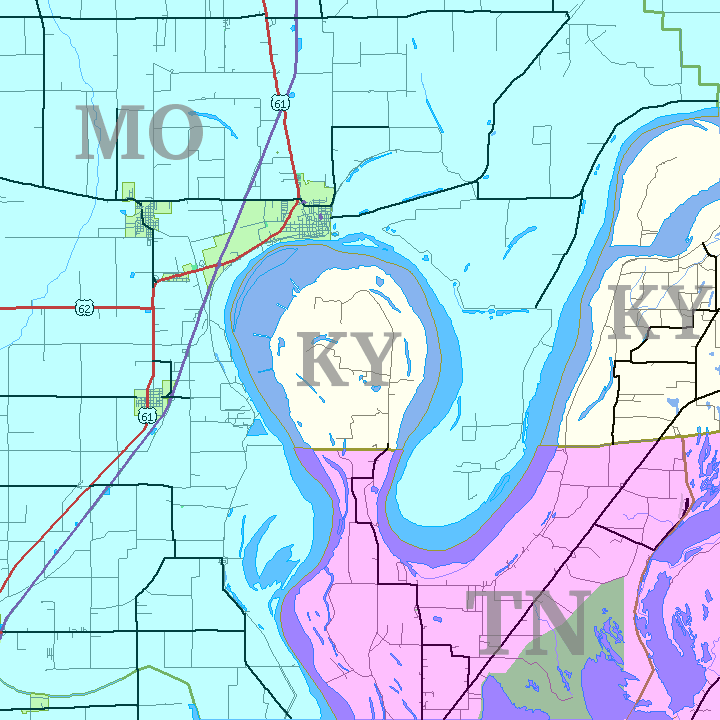
Mapa

Kentucky Bend (také New Madrid Bend, Bessie Bend nebo Bubbleland) je území ve Spojených státech amerických. Tvoří exklávu státu Kentucky, která hraničí se státy Missouri (hranici tvoří velký meandr řeky Mississippi) a Tennessee. Má rozlohu 69,6 km² (z toho 45,2 km² připadá na pevnou zem) a v roce 2010 zde bylo hlášeno k trvalému pobytu osmnáct obyvatel. Exkláva patří k okresu Fulton County.
Hranice zde byla vytyčena při Royal Colonial Boundary of 1665, po zemětřesení v roce 1812 se změnil tok Mississippi a poloostrov se stal předmětem dlouholetého sporu mezi Kentucky a Tennessee. Tuto zeměpisnou anomálii popsal Mark Twain v knize Život na Mississippi.
Kentucky Bend má vlhké subtropické podnebí a díky úrodné půdě se zde rozvinulo pěstování bavlníku. Prochází jím dálnice Tennessee State Route 22. Nejbližší škola, nemocnice a pošta jsou ve městě Tiptonville v Tennessee.